# NGC 7736
NGC 7736 (другие обозначения — PGC 72173, ESO 606-5, MCG -3-60-10, NPM1G -19.0695) — линзообразная галактика (S0) в созвездии Водолей.
Этот объект входит в число перечисленных в оригинальной редакции «Нового общего каталога».